# Asperula tournefortii
Asperula tournefortii är en måreväxtart som beskrevs av Franz e Wilhelm Sieber och Spreng.. Asperula tournefortii ingår i släktet färgmåror, och familjen måreväxter. Inga underarter finns listade i Catalogue of Life.